# Gajraula
Gajraula é uma cidade e uma nagar panchayat no distrito de Jyotiba Phule Nagar, no estado indiano de Uttar Pradesh.

## Geografia
Gajraula está localizada a 28° 51′ N, 78° 14′ L. Tem uma altitude média de 207 metros (679 pés).

## Demografia
Segundo o censo de 2001, Gajraula tinha uma população de 39,826 habitantes. Os indivíduos do sexo masculino constituem 53% da população e os do sexo feminino 47%. Gajraula tem uma taxa de literacia de 57%, inferior à média nacional de 59.5%: a literacia no sexo masculino é de 67% e no sexo feminino é de 46%. Em Gajraula, 19% da população está abaixo dos 6 anos de idade.